# Johannes Wongstadius
Johannes Wongstadius, född 1656 i Vånga socken, död 7 mars 1702 i Östra Skrukeby socken, var en svensk präst. 

## Biografi
Johannes Wongstadius föddes 1656 i Vånga socken. Han var son till bergsmannen Nils i Käslinge. Wongstadius blev 8 oktober 1679 student vid Uppsala universitet och 1684 apologist i Linköping. Han prästvigdes 19 december 1690 och blev 1695 kyrkoherde i Östra Skrukeby församling. Han avled där 1702 och begravdes i Östra Skrukeby kyrka. Hans gravsten ligger vid altaret.

### Familj
Wongstadius gifte sig 29 maj 1688 med Maria Behm (död 1740). Hon var dotter till guldsmeden och rådmannen Nils Nilsson Behm den äldre i Linköping. De fick tillsammans barnen Nils (född 1689), Samuel (1692–1692), Samuel (född 1696), Margareta Elisabeth (1699–1751) och Johannes (1701–1701). Efter Wongstadius död gifte Maria Behm om sig med löjtnanten Gustaf Ericsson vid Östgöta infanteriregemente.